# GNU 변종
GNU 변종(GNU variants), GNU 배포판은 GNU 운영 체제(허드 커널, GNU C 라이브러리, 시스템 라이브러리 및 GNU coreutils, bash, 그놈, Guix 패키지 관리자 등과 같은 응용 소프트웨어)를 기반으로 하는 운영 체제이다. GNU 프로젝트 및 기타 프로젝트에 따르면 여기에는 리눅스 커널을 사용하는 대부분의 운영 체제와 BSD 기반 커널을 사용하는 일부 운영 체제도 포함된다.
GNU 사용자는 일반적으로 임베디드 장치(예: LibreCMC) 및 개인용 컴퓨터(예: 데비안 GNU/허드)부터 강력한 슈퍼컴퓨터(예: Rocks 클러스터 분포)에 이르기까지 다양한 시스템에서 사용할 수 있다.

## 같이 보기
- 리눅스 배포판 비교